# Holzparkhaus Schwanenweg
Das Holzparkhaus Schwanenweg in Wendlingen am Neckar ist ein Projekt der Internationalen Bauausstellung 2027 StadtRegion Stuttgart. Das Bauwerk wurde von herrmann + bosch architekten und Knippershelbig geplant und am 13. September 2024 eingeweiht. Es ist das größte Holzparkhaus in Deutschland (Stand 23. Juni 2024) und wurde für den DAM-Preis 2026 nominiert.

## Lage
Die Stadt Wendlingen benötigte Parkmöglichkeiten für einen weggefallenen Parkplatz auf der anderen Seite des Bahnhofs und das neu entstehende Otto-Quartier.
Das Holzparkhaus wurde auf dem ehemaligen Parkplatz der Erwin Behr Möbelfabrik zwischen dem Bahnhof Wendlingen (Neckar) und Otto-Quartier gebaut, das auf dem ehemaligen Gelände der Textilfabrik Heinrich Otto & Söhne entstehen soll. Auch dieses Wohnquartier war ursprünglich ein IBA'27-Projekt. Nach einem Investoren- und planerischen Richtungswechsel wurde dem Projekt jedoch der IBA-Status aberkannt.
Wendlingen liegt ca. 30 km südöstlich von Stuttgart und an einem zukünftigen Verkehrsknotenpunkt, nämlich unweit der Autobahn A8 und der Schnellbahnstrecke Stuttgart – Ulm. Wendlingen wird zwar kein Haltepunkt für den ICE werden, aber dennoch besser über den Regionalverkehr angebunden und somit ein günstiger Platz für ein Park-and-Ride-Parkhaus sein.

## Architektur
Die Stadt Wendlingen am Neckar vergab die Planung des Parkhauses 2020 an herrmann+bosch architekten aus Stuttgart, die langjährige Erfahrung im Holzbau haben. Zur Einsparung von CO2-Emissionen wurde die Realisierung in Holz schon bei der Vergabe zur Bedingung gemacht. Im November 2022 wurde mit dem Bau der beiden Treppenhäuser und dem zentralen Rampensystem aus Beton begonnen. Ab Juli 2023 wurde das Gebäude in Holz vervollständigt.
Bedingt durch die besondere Form des Grundstücks wurde als Gebäudeform ein Oval gewählt. Vorteil der abgerundeten Ecken ist, dass es keine toten Winkel gibt. So konnten mehr Parkplätze auf derselben Grundfläche geschaffen werden, als in einem rechteckigen Parkhaus.
Durch die Anforderung, das Gebäude mindestens 18 Meter hoch zu bauen, da es als Lärmschutz gegen die erhöht als Brücke gebaute Stuttgarter Straße dienen soll, musste nicht an der Geschosshöhe gespart werden. Das Gebäude hat im Vergleich zu anderen Parkhäusern eine großzügige lichte Stockwerkshöhe von 2,30 m, was eine problemlose Umnutzung in Wohn- oder Arbeitsräume ermöglicht.
Zur Straße hin wird die Süd-Fassade mit einem Metallgitter verkleidet, vor dem die erdgebunde Begrünung gepflanzt wird. Die  gegenüberliegende Nord-Fassade wird mit lichtdurchlässigem Profilglas verkleidet, um den Lärmschutz zum geplanten Otto-Quartier hin zu erhöhen.
Das natürlich belüftete, nach drei Seiten offene Park-and-Ride-Parkhaus stellt Plätze für 350 Pkw und 150 Fahrräder, 20 Ladesäulen für E-Autos und 10 für E-Bikes zur Verfügung.
Um den Brandschutz kümmerte sich eine Berliner Firma. Für die Genehmigung beim Landkreis Esslingen wurde eigens eine Abbrandsimulation durchgeführt. Aufgrund der massiven Balken und Decken kann das Gebäude bei einem Brand nicht einstürzen. Vielmehr verkohlen die Holzteile nur außen, was den jeweiligen Holzkern isoliert und schützt.
Auf den Geschossdecken aus Brettsperrholz wird jeweils ein Gussasphaltbelag aufgetragen.

## Konstruktion
Die Grundkonstruktion ist mit Stützen und Trägern aus Brettschichtholz (BSH) und aufliegenden 12 cm starken Decken aus Brettsperrholz (BSP) ausgeführt. Auf die Kubatur gemessen besteht das Parkhaus zu 1/3 aus Beton und zu 2/3 aus Holz. Dabei wurden insgesamt 2.400 m³ Holz verbaut. Es wurde als sortenreine Konstruktion ohne die Verwendung von Verbundmaterialien entwickelt. Die Verbindungen wurden alle gesteckt oder geschraubt ausgeführt, so dass das Parkhaus leicht wieder auseinandergebaut und an einem anderen Ort wieder aufgestellt werden kann. Um den heutigen Anforderungen an Fahrkomfort, Sicherheit und freie Anordnung der Stellplätze gerecht zu werden, wurden stützenfreie Stellplätze vorgesehen. So ergibt sich eine freie Spannweite der Brettschichtholzträger von 16 m. Die Trägerhöhe der BSH-Träger beträgt 108 cm.

## Weitere Besonderheiten
Das Bauvorhaben wurde 2023 als IBA'27-Projekt ausgewählt, weil es eine Vielzahl von nachhaltigen Besonderheiten aufweist:
- Positive CO2-Bilanz: Nur wenige Bauteile wurden aus Stahl und Beton gefertigt: die zentral gelegenen Auffahrt-Rampen und die Treppenhäuser. Die Stützen und Träger bestehen aus Brettschichtholz (BSH), die Decken aus Brettsperrholz (BSP). Damit wird mit diesem Gebäude eine maximale Menge an CO2 gebunden. Das Architekturbüro spricht von einem CO2-Einsparpotential von 2600 Tonnen CO2 gegenüber einem herkömmlichen Stahlbau.[4][6]
- Geringe Bauzeit: Die Brettschichtholz-Balken wurden in Biberach an der Riß aus zertifiziertem europäischen Fichtenholz vorgefertigt und mit Steckverbindungen versehen, was einen einfachen und schnellen Aufbau ermöglichte. Die Arbeiter der norddeutschen Firma Die Holzbox benötigten pro Stockwerk nur zwei Wochen. Rund 100 Lkw-Ladungen Holzbauteile wurden angeliefert.[4]
- Kreislauffähigkeit: Im Gebäude werden hauptsächlich Schraubverbindungen und keine Verbundmaterialien verwendet. Das Holz ist unbehandelt. Damit können alle Gebäudeteile sortenrein getrennt werden und ohne großen Aufwand und ohne große Verluste für andere Zwecke verwendet werden: das Gebäude ist kreislauffähig rückbaubar.[10]
- Umnutzungsfähigkeit: Die Umnutzung von Teilen des Gebäudes bei reduziertem Bedarf an Pkw-Stellplätzen zu Wohn- bzw. zu Arbeitszwecken wurde bei der Planung des Gebäudes mitgedacht. Dazu können die in der Mitte liegenden Auffahrt-Rampen stockwerkweise nach oben entfernt werden und es entsteht ein heller Innenraum.[10] Dazu trägt auch die für ein Parkhaus ungewöhnliche Geschosshöhe von 2,30 m bei.
- Regenwassermanagement: Das Holzgebäude wird durch ein starkregenresilientes Regenwasserkonzept geschützt. Die Dachbegrünung und die erdgebundene Begrünung auf der offenen Seite des Gebäudes sollen bewirken, dass Wasser nach dem Schwammstadtprinzip gedrosselt in die Kanalisation läuft und das Mikroklima die Umgebung positiv beeinflusst.[4] Neben diesen abflussvermeidenden Maßnahmen werden zudem eine Versickerungsmulde, eine Zisterne, Baumrigolen und unversiegelte Flächen eingesetzt.[11]
- Besondere Statik: Das Gebäude kommt ohne Stützen im Parkraum aus. Die ovale Form des Gebäudes ermöglichte es, die bis zu 16 m langen und 2,5 Tonnen schweren Holzbalken ohne Stützen sternförmig anzuordnen.[12]
- Nachhaltige Stromerzeugung: Zum Aufladen der E-Fahrzeuge ist auf dem Dach eine Photovoltaikanlage installiert.[13] Der Rest des erzeugten Stromes wird ins Netz eingespeist.[12] Darüber besteht ein Kooperationsvertrag mit den Stadtwerken Wendlingen.[14]

Der Architekt Gerhard Bosch ist überzeugt davon, dass diese Art zu bauen Schule machen wird. Es wurden schon zahlreiche Führungen mit Interessenten und Fachleuten durchgeführt.

## Galerie
Das Holzparkhaus während der Bauphase:

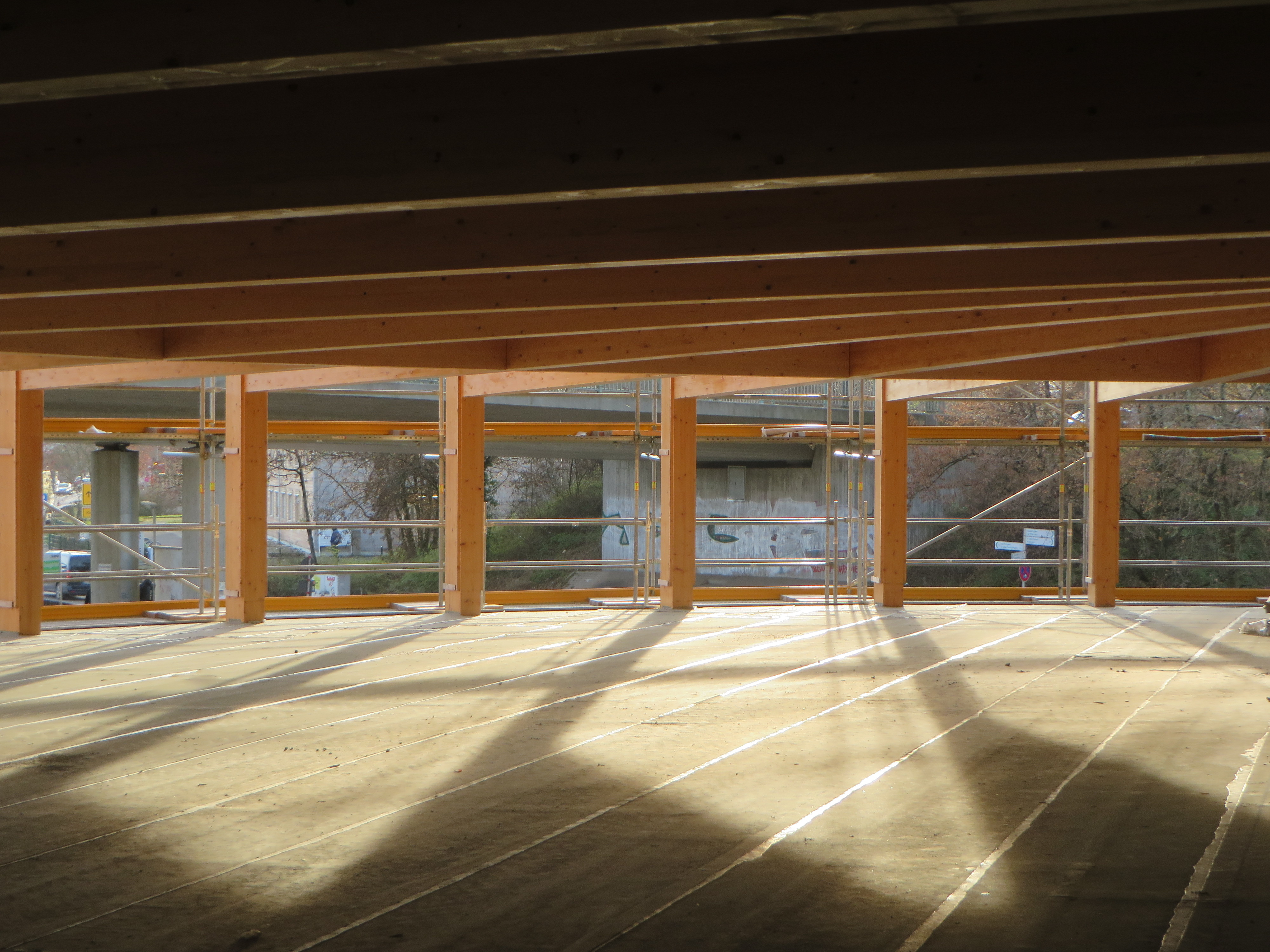
Parkdeck 1. Stock 2033
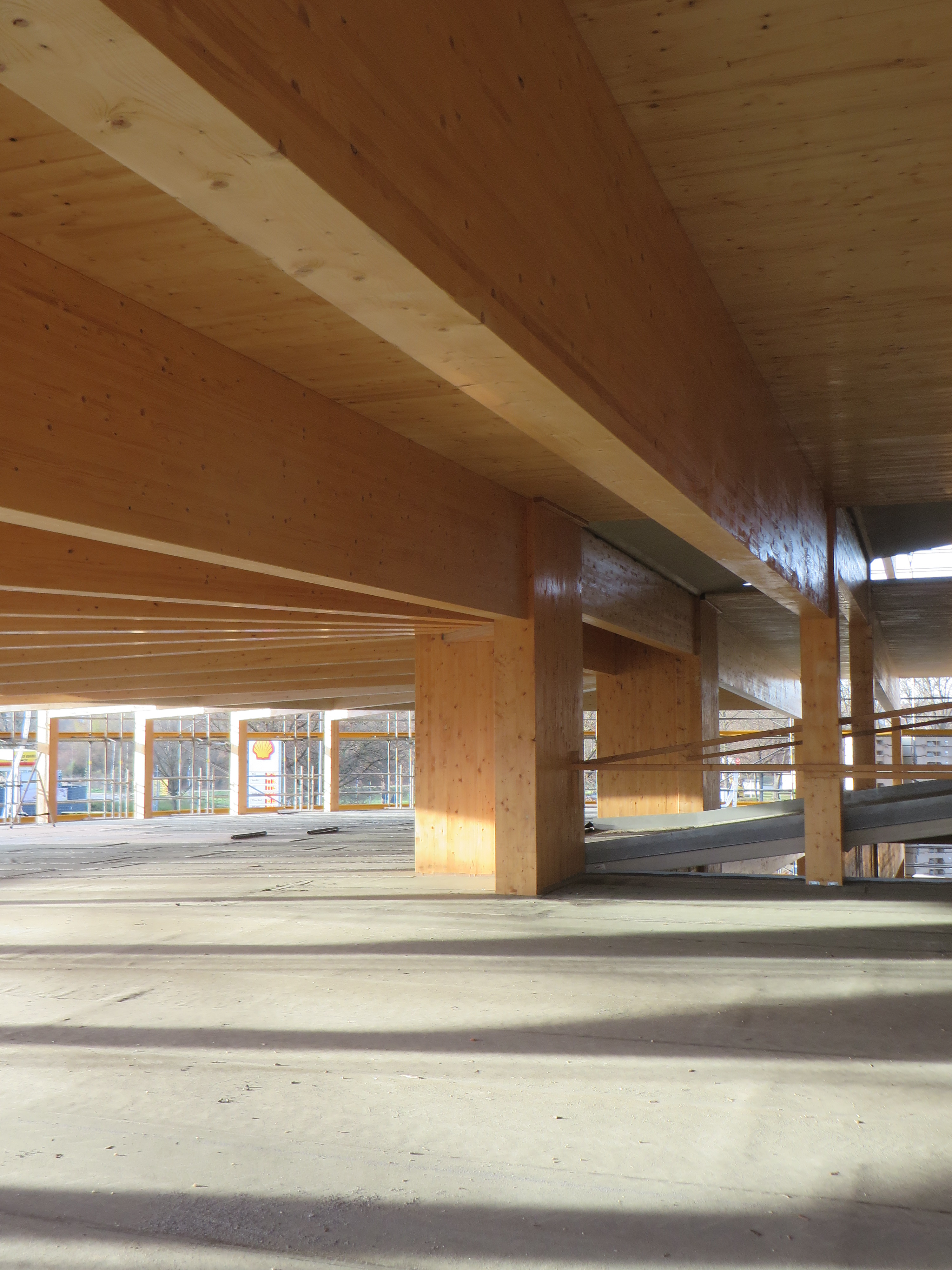
Auffahrrampe 2023
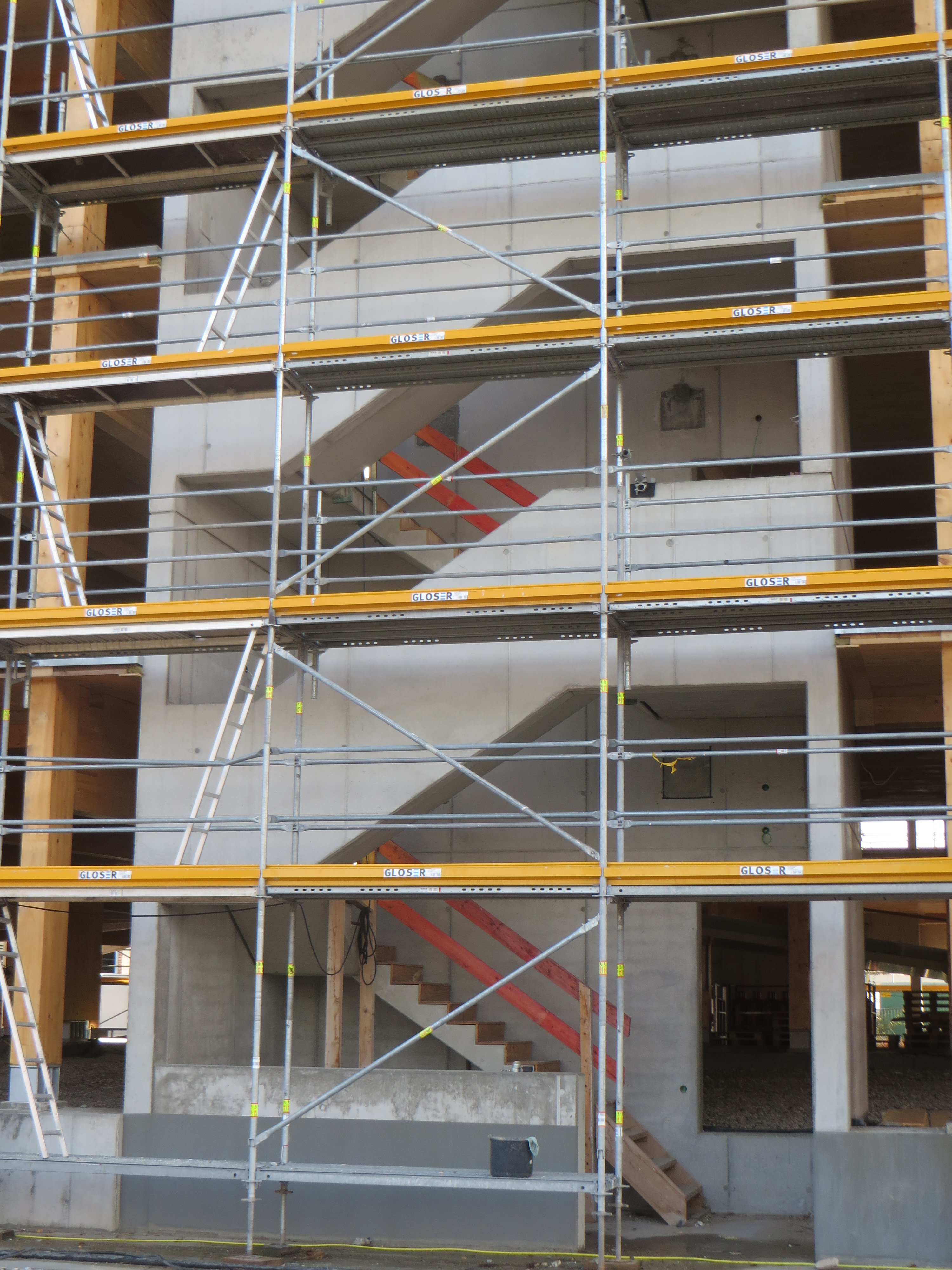
Treppenhaus 2023
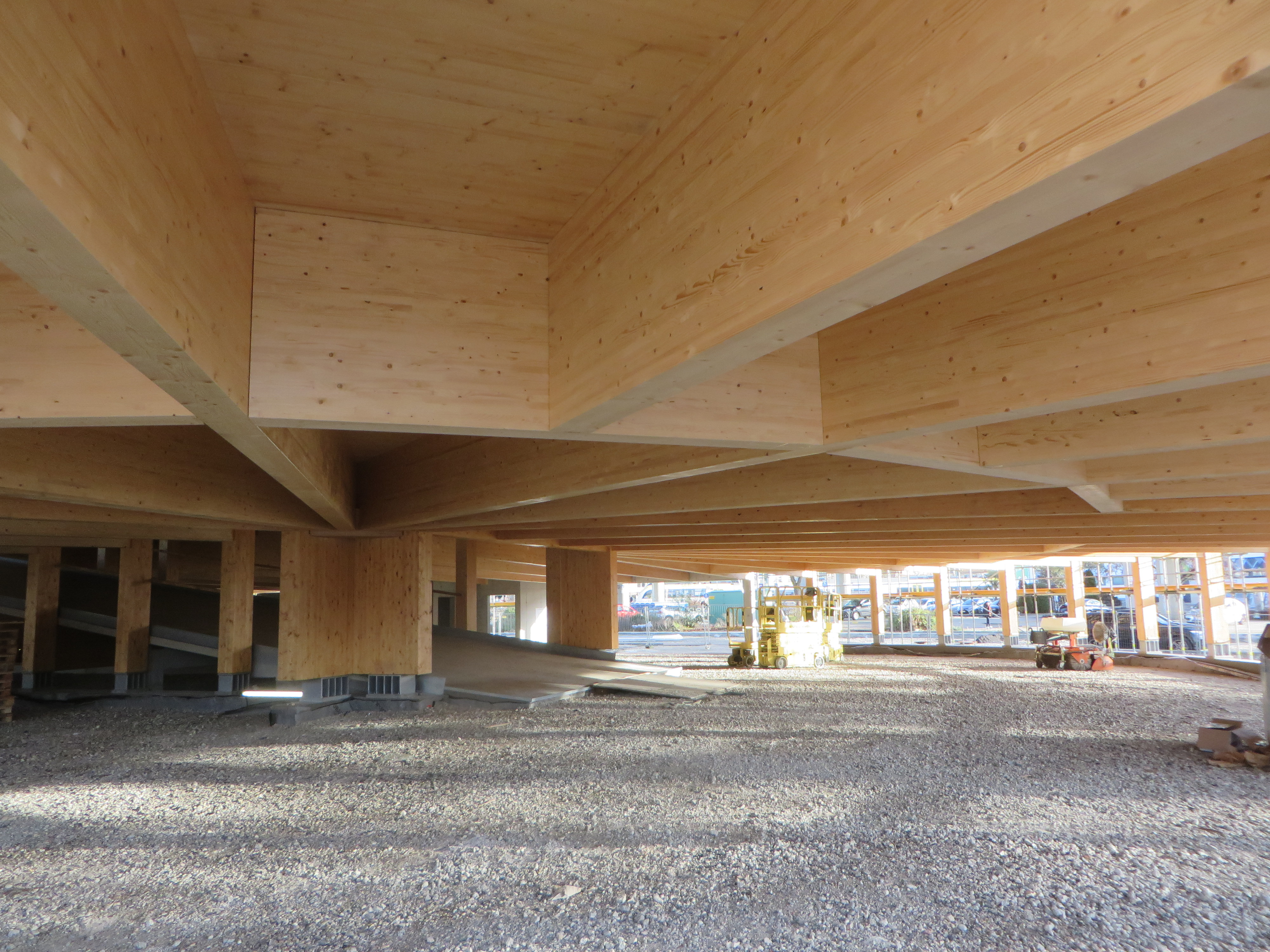
Einfahrt im Bau 2023
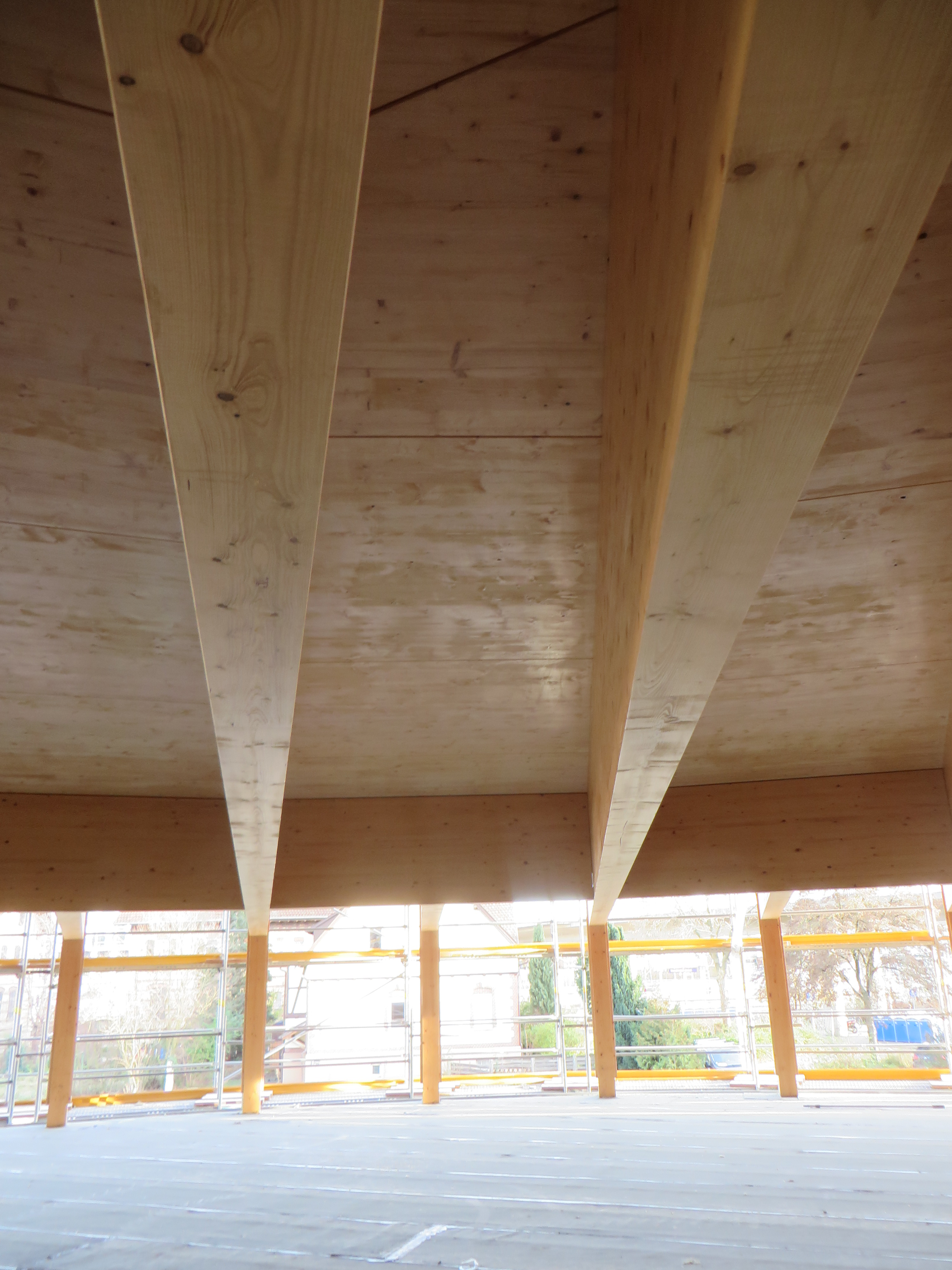
Geschossdecke und Verstrebungen 2023
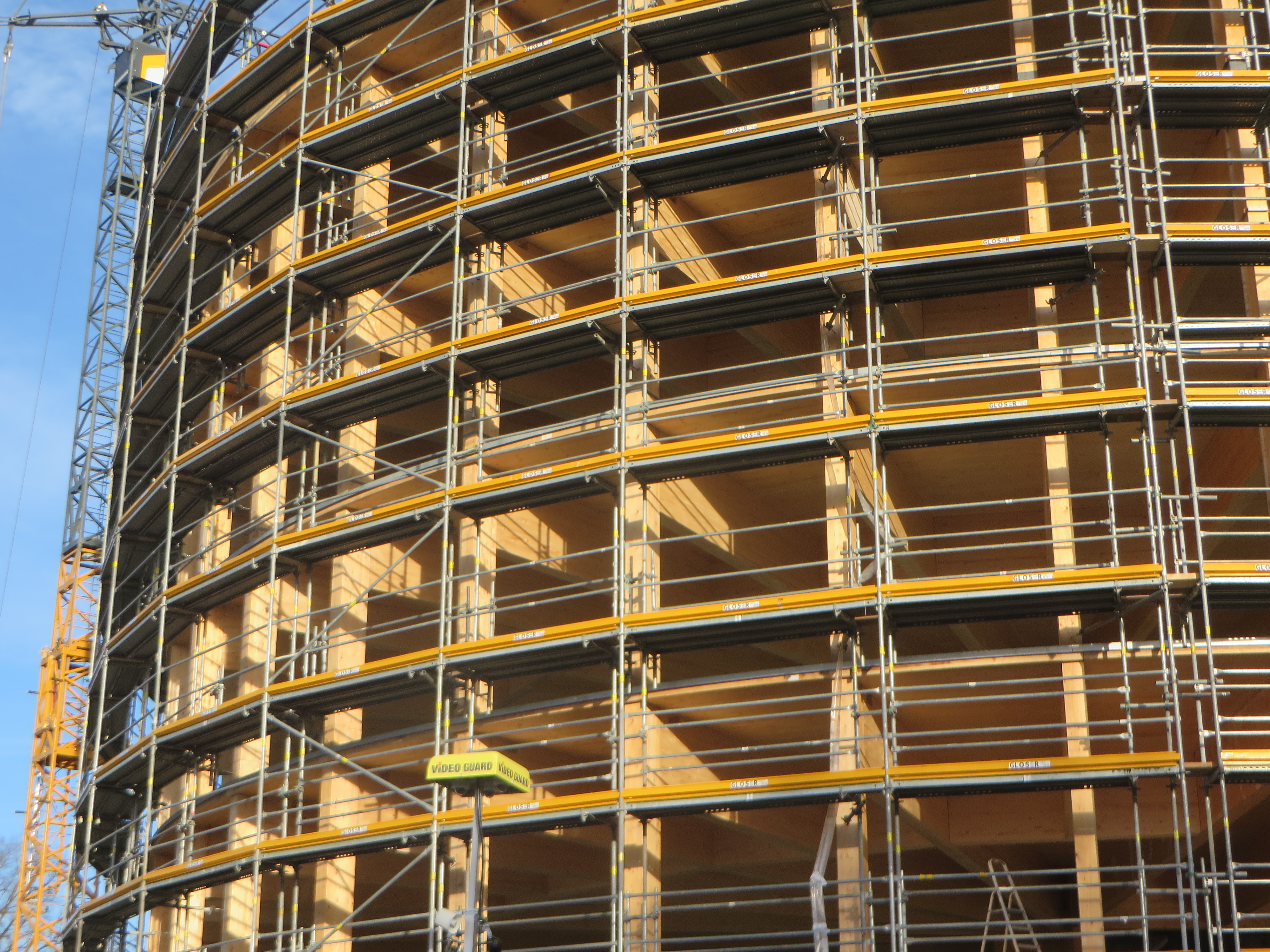
Fassade im Bau 2023
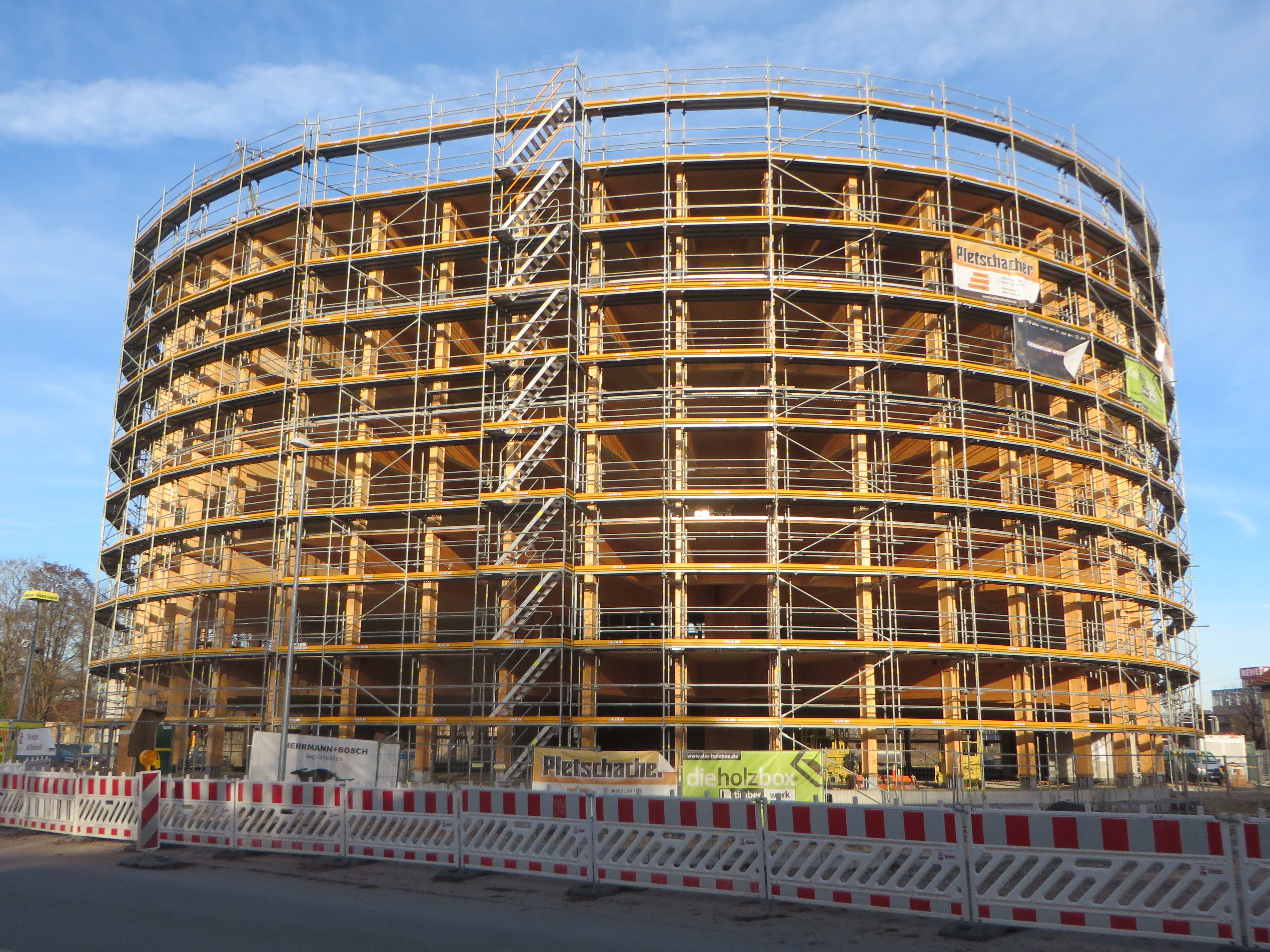
Holzparkhaus im Bau 2023
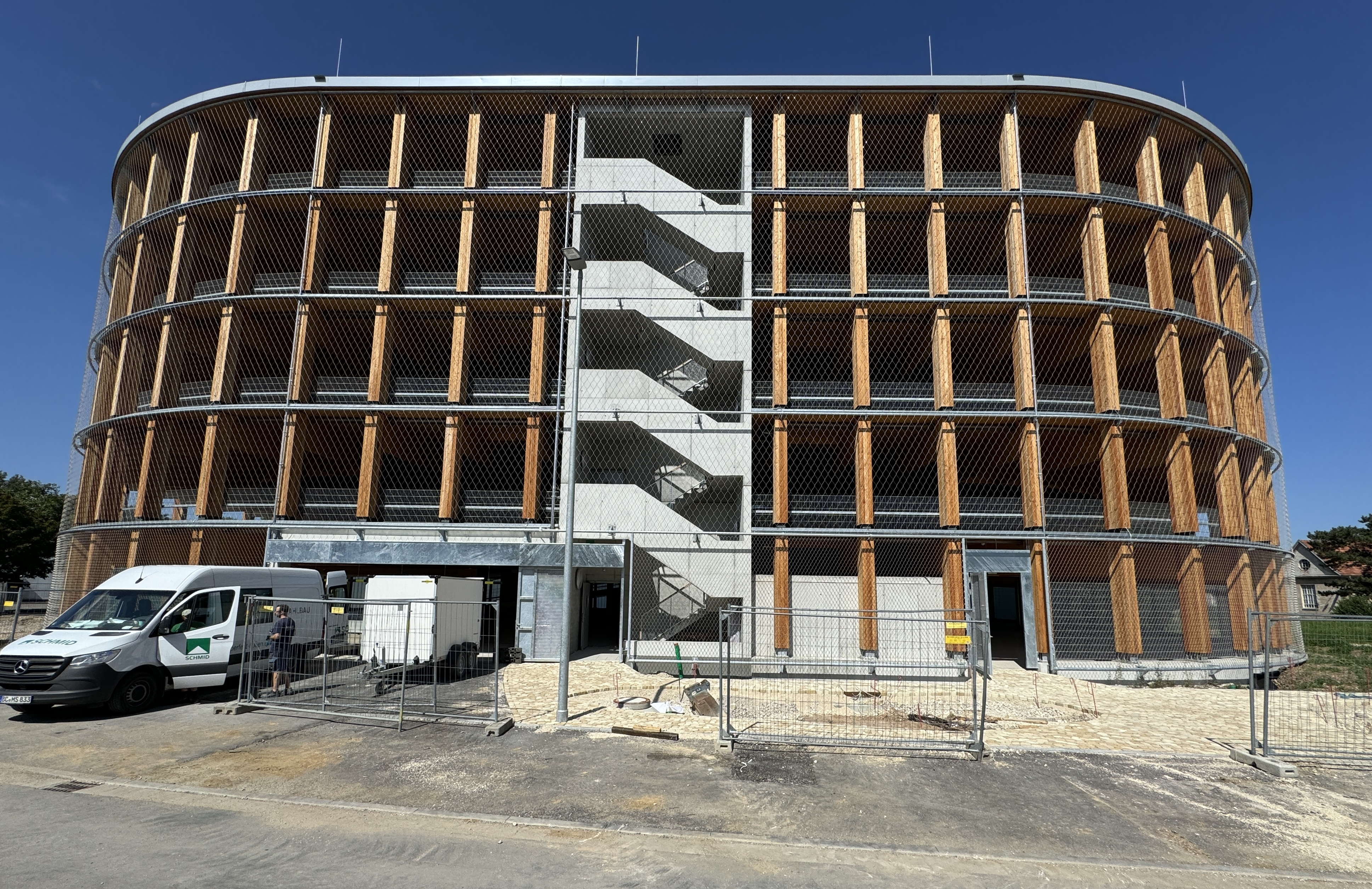
Baustatus August 2024
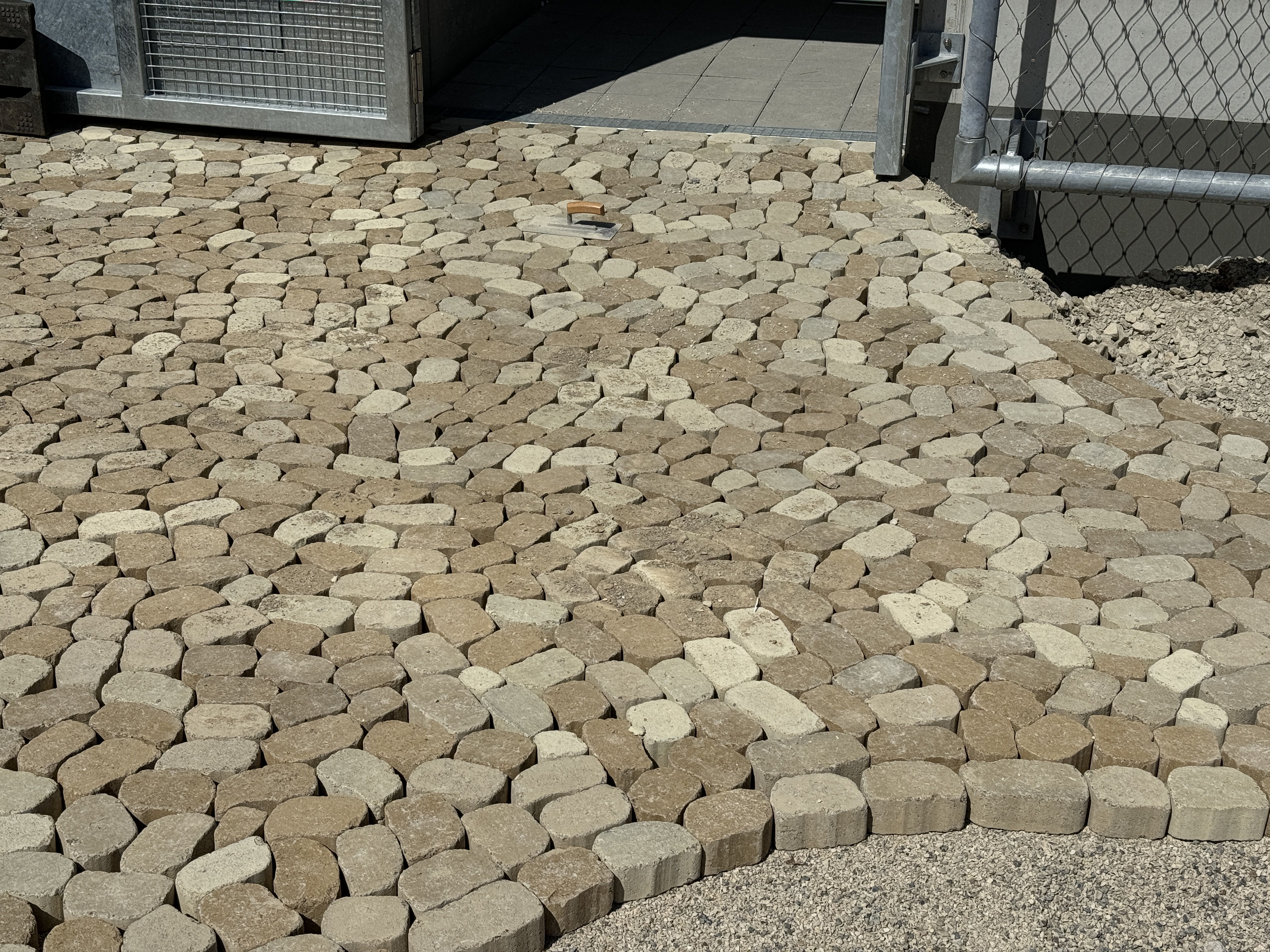
Pflasterung des Eingangsbereichs
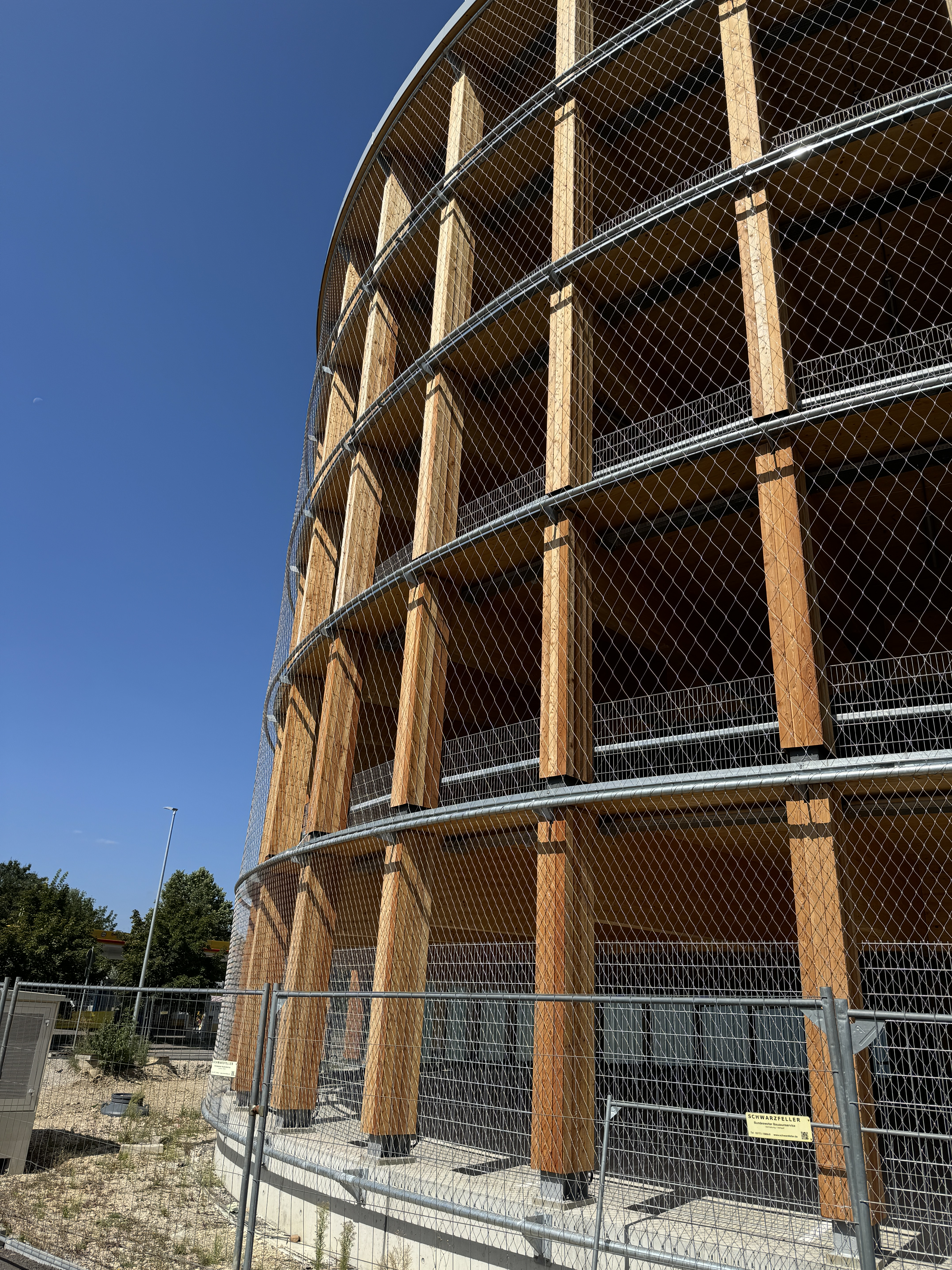
Gitter zur Schnellstraße hin

## Auszeichnungen
- Nominierung für den DAM-Preis 2026[5]